# Campeonato Citadino de Sorocaba de 1933
O Campeonato de Futebol da Liga Sorocaba de Futebol de 1933 foi a quinta edição dessa competição esportiva entre clubes filiados à esta liga. O campeonato foi por todo conturbado, sendo que o Savoia abandonou a competição na segunda rodada.
A competição ficou marcada por um incidente de violência envolvendo o Independência e o São Paulo, onde após o empate  da partida uma brincadeira com o placar acarretou em uma briga entre as torcidas e jogadores. No julgamento do caso a LSF era favor de continuar a partida de onde tinha parada, já a maioria dos clubes eram favor de manter o empate. Como o resultado foi a manutenção do resultado toda a diretoria da LSF renunciou, após o Fortaleza abandonou o campeonato, já que também era a favor da LSF.
Depois de várias reuniões foi declarada uma nova diretoria, que retornou com o campeonato em 1934. Faltando apenas um jogo para o termino do campeonato o SC Sorocabano sugeriu a LSF ser extinta, e assim foi feito, sem que o campeonato terminasse.
Disputado entre 09 de Abril 33 e 21 de Janeiro de 1934, sem que o campeonato fosse de fato acabado, quando foi cancelado o líder era o Britannia, seguido do São Paulo, os dois se enfrentariam na última rodada para decidir o campeão.
Antes do Campeonato Citadino houve um Torneio Início, promovido pela LSF no dia 02 de Abril, onde se sagrou vencedor o São Paulo FC.
Ao todo, foram 25 jogos, com 95 gols marcados (uma média de 3,8 por jogo). 

## Participantes
- Sorocaba Futebol Clube
- São Paulo Futebol Clube
- Esporte Clube XV de Novembro
- Esporte Clube Fortaleza
- Sport Club Sorocabano
- Clube Atlético Independência
- Esporte Clube São Bento
- Votorantim Futebol Clube (SC Savoia)
- Clube Atlético Britannia

## Tabela
09/04 - Sorocaba FC 2x3 São Paulo FC
16/04 - EC Fortaleza 7x1 XV de Novembro
23/04 - SC Sorocabano 3x0 CA Independência
30/04 - EC São Bento 5x0 Votorantim FC
VOTORANTIM ABANDONA O CAMPEONATO
07/05 - Sorocaba FC 2x3 CA Britannia
21/05 - EC Fortaleza 3x1 São Paulo FC
28/05 - SC Sorocabano 6x2 EC XV de Novembro
04/06 - CA Independência 2x4 EC São Bento
18/06 - EC Fortaleza 1x0 Sorocaba FC
24/06 - EC São Bento 1x1 SC Sorocabano
02/07 - São Paulo FC 2x0 EC XV de Novembro
16/07 - CA Britannia 2x1 EC Fortaleza
23/07 - EC XV de Novembro 1x3 Sorocaba FC
30/07 - SC Sorocabano 0x1 São Paulo FC
06/08 - CA Britannia 2x3 EC São Bento
20/08 - EC XV de Novembro 0x4 CA Independência
27/08 - Sorocaba FC 1x0 SC Sorocabano
03/09 - EC São Bento 3x4 São Paulo FC
10/09 - CA Independência 0x1 CA Britannia
24/09 - EC Fortaleza 1x6 SC Sorocabano
01/10 - Sorocaba FC 0x5 EC  São Bento
08/10 - CA Independência 1x1 São Paulo FC
15/10 - CA Britannia 1x0 EC XV de Novembro
CAMPEONATO SUSPENSO APÓS A DIRETORIA DA LSF RENUNCIAR POR COMPLETA, APÓS UMA ASSEMBLÉIA EM QUE VÁRIOS CLUBES FORAM CONTRÁRIA A UMA DECISÃO DA LIGA
EC FORTALEZA ABANDONA O CAMPEONATO
14/01/1934 - CA Independência 1x1 Sorocaba FC
21/01 - CA Britannia 2x1 SC Sorocabano

## Classificação
| 1 | Britannia      | 6 | 10 | 5 | 0 | 1 | 11 | 7  | 4   |
| 2 | São Paulo      | 6 | 9  | 4 | 1 | 1 | 12 | 9  | 3   |
| 3 | São Bento      | 6 | 9  | 4 | 1 | 1 | 21 | 9  | 12  |
| 4 | Sorocabano     | 7 | 7  | 3 | 1 | 3 | 17 | 8  | 9   |
| 5 | Fortaleza      | 5 | 6  | 3 | 0 | 2 | 13 | 10 | 3   |
| 6 | Sorocaba       | 7 | 5  | 2 | 1 | 4 | 9  | 14 | -5  |
| 7 | Independência  | 6 | 4  | 1 | 2 | 3 | 8  | 7  | 1   |
| 8 | XV de Novembro | 6 | 0  | 0 | 0 | 6 | 4  | 23 | -19 |
| 9 | Votorantim     | 1 | 0  | 0 | 0 | 1 | 0  | 5  | -5  |
| J - Jogos; PG - Pontos ganhos; V - Vitórias; E - Empates; D - Derrotas; GP - Gols Pró; GC - Gols contra; SG - Saldo de gols |                |   |    |   |   |   |    |    |     |